# Бій в затоці Кунфіда
Бій в затоці Кунфіда — найбільший морський бій під час італійсько-турецької війни.
7 січня 1912 року італійський бронепалубний крейсер «П'ємонте» та два есмінці «Артільєре» та «Гарібальдіно», крейсуючи у Червоному морі, помітили дванадцять турецьких кораблів в затоці поблизу міста Ель-Кунфіда.
Кораблі вступили у бій, який тривав три години. Внаслідок бою були потоплені 4 турецькі канонерські човни, а одна яхта та чотири дау були захоплені. Три канонерські човни, які отримали значні пошкодження, викинулись на берег. Наступного дня вони були знищені італійськими моряками, перед тим, як вони вирушили на блокаду міста Ходейда.